# Defaka
Defaka ist eine Sprache in Nigeria, die zur Gruppe der ijoiden Sprachen innerhalb der Niger-Kongo-Sprachfamilie gehört.
Sie bildet als Einzelsprache eine eigene Gruppe der Ijoid-Sprachen und ist vom Aussterben bedroht, da ihre Sprecher zunehmend zur Amtssprache Englisch beziehungsweise zum nigerianischen Pidginenglisch wechseln.
Viele Defaka-Sprecher können zudem auch Nkoro. Die meisten Menschen, die Defaka können, sind ältere Personen, und selbst unter ihnen wird die Sprache nur selten verwendet – die Gesamtzahl der Defaka-Sprecher beläuft sich heute auf maximal 200. Der Gebrauch des Defaka schwindet in der Stadt Nkooro stärker als im Gebiet Iwoma. Alle Kinder wachsen nun mit Pidginenglisch auf und bekommen seltener auch das Nkoroo, eine Ijo-Sprache, als Zweitsprache beigebracht. Die am dritthäufigsten gebrauchte Sprache unter den Defaka ist das Igbo, was auf den politischen Einfluss von Opobo seit der Zeit des Oil-Rivers-Handels (mit Palmöl) zurückgeht. Igbo wurde neben Englisch die Unterrichtssprache in vielen Schulen der Region und fungiert als regionale Verkehrssprache.